# Fissile Peak
Fissile Peak är en bergstopp i Kanada.   Den ligger i provinsen British Columbia, i den sydvästra delen av landet, 3 500 km väster om huvudstaden Ottawa. Toppen på Fissile Peak är 2 439 meter över havet.
Terrängen runt Fissile Peak är huvudsakligen bergig. Trakten runt Fissile Peak är nära nog obefolkad, med mindre än två invånare per kvadratkilometer.. Närmaste större samhälle är Whistler, 13,9 km nordväst om Fissile Peak. 
I omgivningarna runt Fissile Peak växer i huvudsak barrskog.